# Danny Herrera
Daniel Herrera, mais conhecido como Danny Herrera (Los Angeles, 27 de junho de 1969)[carece de fontes?] é um baterista norte-americano de ascendência mexicana. Ele juntou-se a banda inglesa de grindcore Napalm Death em 1991, substituindo Mick Harris. Sua primeira aparição na banda foi no álbum Utopia Banished, lançado em 1992.
De acordo com o vocalista Mark "Barney" Greenway, ele toca todos os tipos de blast beats apenas com um pedal.
Herrera também já tocou em alguns shows da banda inglesa de black metal Anaal Nathrakh, no ano de 2005.[carece de fontes?] Ele ainda toca paralelamente na banda Venomous Concept desde sua fundação, em 2003, juntamente com o baixista e fundador do Napalm Death, Shane Embury.